# 尚濬
尚濬（1832年8月13日—1844年10月2日），童名思五郎金，琉球國第二尚氏王朝王世子。他是尚育王的長子，為王妃向元貞所生。
尚濬於道光十二年七月十八日（1832年8月13日）出生。道光十九年（1839年），領中城間切地頭、以及知行高千五百斛，得到中城王子的頭銜，成為王世子。道光二十三年二月十五日（1843年3月15日），加領久米具志川間切地頭。同年八月十三日（1843年10月6日），搬遷進中城御殿居住。
道光二十四年甲辰八月二十一日（1844年10月2日）薨，壽十三，葬於西玉陵。其神主三年之內供奉於中城御殿。